# Бозанбай
Бозанбай (каз. Бозанбай, до 1997 г. — Никитинка) — село в Уланском районе Восточно-Казахстанской области Казахстана. Административный центр Бозанбайского сельского округа. Находится на северных склонах хребта Калба примерно в 39 км к югу от районного центра, посёлка Касыма Кайсенова. Код КАТО — 636257100.

## География
Расположен в холмисто-степной местности. Климат сухой, резко континентальный, средняя температура летом — 18…23 °C, зимой — −30…-35 °C.

## История
Основан в 1912 году как село Успешное. Постановлением временного правительства от 2 октября 1917 г. село Успешное Усть-Каменногорского уезда Семипалатинской губернии переименовано в Никитинское.
С 24 февраля 1935 года по 2 января 1963 года и с 31 января 1966 года по 23 мая 1997 года село являлось административным центром Уланского района.
В 1997 году село получило нынешнее название Бозанбай.

## Население
В 1999 году население села составляло 3924 человека (1974 мужчины и 1950 женщин). По данным переписи 2009 года, в селе проживали 2203 человека (1110 мужчин и 1093 женщины).

## Известные уроженцы, жители
Шагила Акимбаевна Кусанова (14.04.1923 — 14.01.2019) — советский и казахстанский специалист в области истории, доктор исторических наук, профессор, ветеран Великой Отечественной войны.

## Экономика
Основные экономические направления: сельское хозяйство, животноводство. Есть маслозаводы и хлебозаводы.